# Martin Holmén
Martin Holmén, född 7 februari 1974, är en svensk författare till Harry Kvist-trilogin. Han debuterade 2015 med noir-deckaren Clinch på Albert Bonniers förlag som följdes av Nere för räkning   2016 och Slugger 2017. Holméns böcker är sålda till bland annat Australien, Storbritannien, Frankrike, Italien, Polen, Norge och Danmark. Han medverkar också i novellsamlingen Stockholm Noir.
Holmén är bosatt i Stockholm.